# Detroit Lions
I Detroit Lions sono una squadra professionistica di football americano della NFL con sede a Detroit. Competono nella North Division della National Football Conference.
La squadra iniziò a giocare a Portsmouth, Ohio, col nome di Portsmouth Spartans, unendosi formalmente alla NFL il 12 luglio 1930. Malgrado gli iniziali successi, la squadra non riuscì a rimanere a Portsmouth, allora la città più piccola della lega. Passata in mano a nuovi proprietari, si trasferì a Detroit per la stagione 1934. I Lions hanno vinto quattro campionati NFL, alla pari al nono posto tra tutte le franchigie della NFL; tuttavia, l'ultima vittoria risale al 1957, la seconda striscia senza titoli più lunga dietro agli Arizona Cardinals. Essi sono anche una delle quattro squadre della lega a non essersi mai qualificate per il Super Bowl, nonché unica della NFC e quella che con la forma attuale del campionato non vi è riuscita da più tempo.
Al 2024, secondo la rivista Forbes, il valore dei Lions è di circa 4,15 miliardi di dollari, trentunesimi tra le franchigie della NFL.

## Storia

### 1920-1928: il football a Detroit prima dell'arrivo dei Lions
Detroit ha avuto quattro squadre nella National Football League prima dell'arrivo dei Lions. Gli Heralds giocarono nel 1920, e la loro storia prima della nascita della NFL risaliva al 1905. I Tigers, una prosecuzione degli Heralds, vi giocarono nel 1921, fallendo a metà stagione e trasferendo i propri giocatori ai Buffalo All-Americans. Vi furono inoltre i Panthers nel periodo di 1925–1926 e i Wolverines nel 1928 che confluirono nei New York Giants.

### 1929-1934: i Portsmouth Spartans

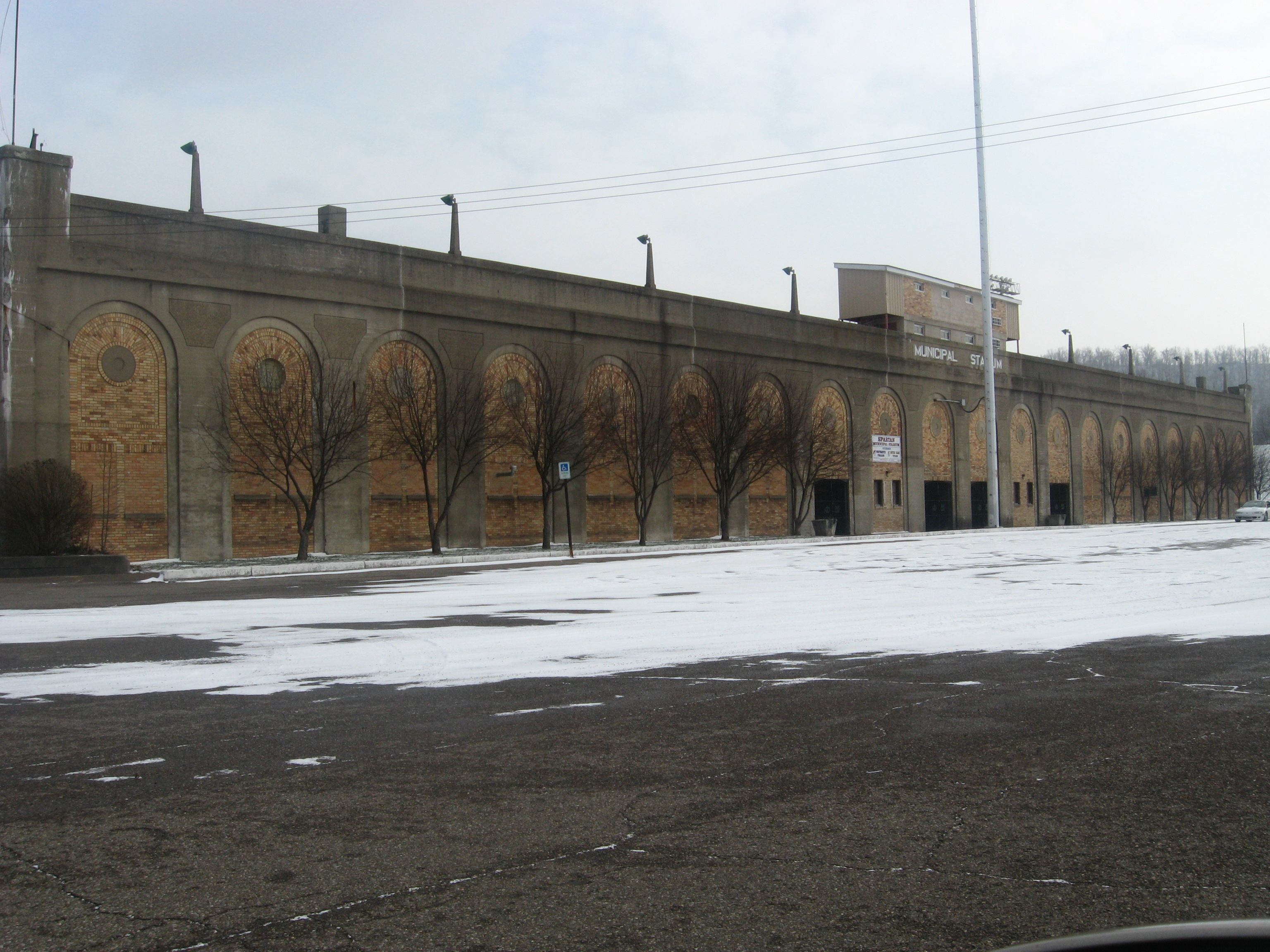
La stadio casalingo degli Spartans, noto ora come Spartan Municipal Stadium.

Gli Spartans furono formati nel 1929 a Portsmouth, in Ohio, attirando giocatori da franchigie professionistiche e semi-professionistiche in un'area che si estendeva nei tre Stati di Ohio, Kentucky e West Virginia. Essi ebbero un immediato successo sconfiggendo gli Ironton Tanks, una squadra professionistica indipendente nelle vicinanze che aveva giocato regolarmente contro squadre della NFL agli inizi degli anni 20 con considerevoli successi. I cittadini di Portsmouth acconsentirono alla costruzione dello Universal Stadium, spingendo la NFL a proporre l'entrata della squadra nella lega a partire dal 1930. Portsmouth divenne la seconda città più piccola della NFL, dietro solo a Green Bay. La prima stagione nella lega della squadra si concluse con un record di 5–6–3.
Da ricordare in quegli anni per i Portsmouth Spartans l'"iron man game" contro i Green Bay Packers nel 1932. In quella partita, l'allenatore degli Spartans Potsy Clark rifiutò di operare anche una singola sostituzione contro i campioni NFL in carica dei Packers. Portsmouth vinse 19–0 e utilizzò solo 11 giocatori in tutta la partita.
Alla fine della stagione 1932 gli Spartans avevano concluso al primo nella lega alla pari coi Chicago Bears. Questo portò a ciò che in seguito fu considerata la prima gara di playoff della storia della NFL. A causa del gelo presente a Chicago la gara fu spostata dallo Wrigley Field allo Chicago Stadium al coperto, il cui campo misurava sole 80 yard. La gara fu vinta 9-0 dai Bears, con un passaggio da touchdown da Bronko Nagurski a Red Grange. Questa partita portò alla nascita e alla divisione della lega in due conference, Eastern e Western, e alla svolgersi regolarmente di una finale dalla stagione successiva.

### 1934-1940: trasferimento a Detroit
Malgrado i grandi successi sul campo, i pochi ricavi e la Grande depressione minacciarono la sopravvivenza degli Spartans. Nel 1934, un gruppo di Detroit guidato dall'imprenditore nelle radio George Richards (proprietario della potente emittente WJR di Detroit) acquisì gli Spartans in crisi economica e li trasferì a Detroit ridenominandoli Detroit Lions, richiamandosi ai Detroit Tigers della Major League Baseball. Egli affermò che il leone era il re della giungla, e che intendeva fare della squadra la regina della NFL.
Grazie alla connessione di Richards col mondo delle radio, i Lions riuscirono a giocare la gara del Giorno del Ringraziamento a Detroit, una tradizione che continua ancora oggi. Guidata dal quarterback Dutch Clark, Detroit vinse il suo primo campionato NFL nel 1935.

### Anni '40
Il decennio degli anni quaranta non fu uno dei periodi migliori della storia dei Lions. Essi vinsero un totale di 35 gare, a una media di 3,5 a stagione, inclusa una in cui terminarono 0–11 nel 1942. L'attacco della squadra del 1942 fu così negativo da segnare soli 5 touchdown in tutta la stagione e non segnò mai più di 7 punti in una singola partita. A metà del decennio si ripresero leggermente terminando nel 6–3–1 nel 1944 e 7–3 nel 1945. Meno bene andò nelle stagioni successive: dal 1946 al 1949 i Lions vinsero un totale di 10 gare.
Nel 1943, i Lions e i New York Giants pareggiarono 0–0 a Detroit – l'ultimo pareggio con quel risultato nella storia della NFL.

### Anni '50: l'era di Bobby Layne

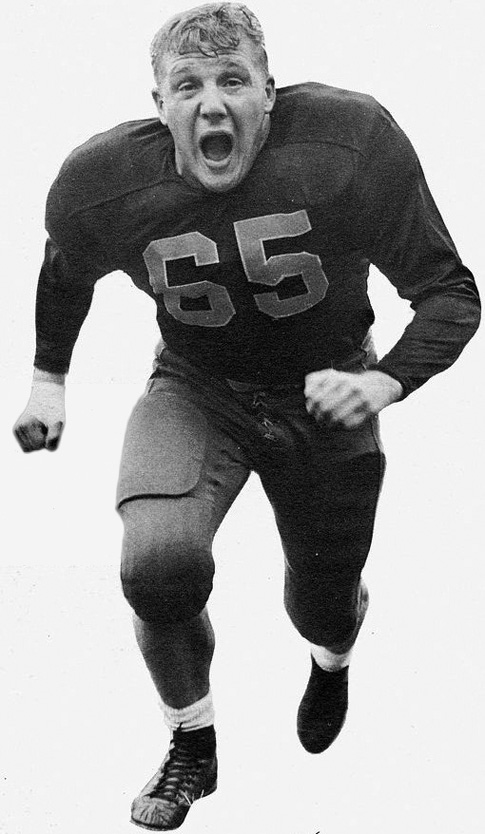
L'Hall of Famer Joe Schmidt vinse due campionati coi Lions negli anni cinquanta.

Detroit godette dei maggiori successi della sua storia negli anni cinquanta. Guidati dal quarterback Bobby Layne, i Lions arrivarono in finale per la prima volta in 17 anni nel 1952, sconfiggendo i Cleveland Browns di Paul Brown con un punteggio di 17-7 il 28 dicembre. La stagione successiva vide la rivincita tra le due squadre, nella quale Layne pescò Jim Doran con il passaggio da touchdown da 33 yard nei momenti finali della partita, vincendo per 17-16. Nel 1954, le due squadre si incontrarono ancora in finale coi Browns che però vinsero nettamente 56-10. Tre anni dopo, nella finale di conference del 1957, Tobin Rote, partito come titolare al posto dell'infortunato Layne, portò la squadra alla rimonta dopo aver terminato il primo tempo in svantaggio per 27-7 contro i San Francisco 49ers, portandola a segnare 24 punti consecutivi e a vincere 31–27. La settimana successiva, nella finale del campionato, Rote passò 4 touchdown e ne segnò un altro su corsa coi Lions che si vendicarono di Cleveland battendola nettamente 59-14 e vincendo il terzo campionato in sei anni.
Nel 1958, dopo aver guidato i Lions a tre campionati NFL e aver fornito dalle prestazioni da Hall of Fame a Detroit per quasi un decennio, i Lions scambiarono Bobby Layne. Bobby si era infortunato durante l'annata precedente, così Lions pensarono avesse iniziato la fase discendente della carriera. Secondo la leggenda, mentre stava partendo per Pittsburgh, Bobby disse che Detroit "non avrebbe più vinto per altri cinquant'anni." Da quel momento, i Lions non hanno più vinto alcun campionato e hanno vinto una sola gara di playoff fino ad oggi. I 51 anni successivi, per la gran parte costellati da risultati ampiamente deludenti, sono stati etichettati come "La maledizione di Bobby Layne". L'unica vittoria dei Lions in una gara di playoff da allora è stata contro i Dallas Cowboys nella stagione 1991.
Il socio di minoranza Ralph Wilson si staccò dalla squadra nel 1959 per portare una franchigia nella American Football League; inizialmente i piani prevedevano che la squadra si stabilisse a Miami, invece successivamente fu scelta Buffalo, dando vita ai Buffalo Bills. Per i primi tre anni della loro esistenza, i Bills della AFL e i Lions della NFL condivisero gli stessi colori blu e argento, probabilmente vecchio equipaggiamento di seconda mano dei Lions.

### Anni '60
Il 7 gennaio 1961 i Lions sconfissero i Browns 17–16 nel primo Playoff Bowl di sempre, in cui si affrontavano le seconde classificate di ogni conference in cui era divisa la NFL all'epoca (i Lions apparvero nella partita anche nelle due stagioni successive, dal momento che finirono sempre secondi dietro i Green Bay Packers nella Western Conference in quelle tre stagioni; il Playoff Bowl fu abolito nel 1970 quando la NFL si fuse definitivamente con la AFL).
A metà degli anni sessanta, i Lions fecero da sfondo per la letteratura sportiva di George Plimpton, che trascorse del tempo nel training camp dei Lions fingendosi un giocatori. Questo gli fornì le basi per il suo libro "Paper Lion", che in seguito fu trasposto anche in un film.
Il 22 novembre 1963 William Clay Ford, Sr. acquisì il controllo della squadra per 4,5 milioni di dollari. Durante il suo periodo da proprietario i Lions hanno vinto una sola gara di playoff.

### Anni '70
Con la fusione del 1970 tra NFL e AFL, i Lions furono inseriti nella nuova NFC Central insieme a Minnesota, Green Bay e Chicago. Dopo aver terminato con un record di 10-4, essi furono i primi a qualificarsi nella nuova posizione di wild card. Essi persero però coi Dallas Cowboys per 5-2 dopo una grande battaglia difensiva e non raggiunsero più i playoff per il resto del decennio.
Durante la gara casalinga contro Chicago nella settimana 6 della stagione 1971, una tragedia colpì il mondo del football quando il wide receiver Chuck Hughes collassò in campo e morì per un arresto cardiaco. Rimane l'unico giocatore della storia della NFL ad aver perso la vita in campo. La squadra portò il lutto al braccio per il resto della stagione, in cui terminò con un record di 7-6-1.
Nel 1972 i Lions salirono a 8-5-1 per poi ridiscendere a 6-7-1 l'anno seguente. Un disturbo al cuore si prese un altro membro della franchigia quando l'allenatore morì poco prima del training camp del 1974. Quell'anno Detroit terminò con un record di 7-7.

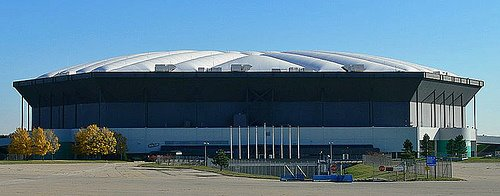
I Lions giocarono al Silverdome dal 1975 al 2001.

Il Giorno del Ringraziamento, il 28 novembre 1974, dopo oltre 35 anni, i Lions giocarono la loro ultima partita al Tiger Stadium, dove furono sconfitti dai Denver Broncos 31–27 davanti a 51.157 spettatori. Il club si trasferì nell'appena costruito Silverdome e fino al 2002 vi disputò al coperto le proprie gare interne.
Dopo un'altra stagione con un record di 7-7 nel 1975, il primo anno giocato al coperto dai Lions terminò con un record di 6-8 nel 1976, record che ripeté la stagione successiva. Nel 1978 il calendario della stagione fu espanso a 16 partite e i Lions ne vinsero 7. La squadra toccò il fondo nel 1979 con un record di 2-14.

### Anni '80
Nel 1980 i Lions scelsero nel draft il running back Billy Sims con la prima scelta assoluta. Simms guidò la squadra al suo primo record positivo (9-7) in un decennio ma la squadra mancò per poco i playoff. Malgrado le ottime prestazioni di Billy Sims, i Lions terminarono solo 8-8 nel 1981. Dopo che la stagione 1982 si ridusse a sole 9 gare per uno sciopero dei giocatori, la NFL allargò solo per quell'anno i playoff alle migliori otto squadre di ogni conference. I Lions che avevano terminato 4-5 si qualificarono, ma furono presto eliminati dai futuri campioni dei Washington Redskins.
Detroit terminò ancora con un record di 9-7 nel 1983 e grazie alla debolezza della propria division la vinsero, perdendo un'equilibrata sfida di playoff contro San Francisco solo per un field goal sbagliato. L'anno successivo, la carriera di Billy Sims fu improvvisamente interrotta per un infortunio al ginocchio e la squadra scese di nuovo a un record di 4-11-1. Successivamente ci fu un leggero miglioramento di 7-9 nel 1985 e cinque sole vittorie nel 1986. Un altro sciopero nel 1987 fece accorciare di una partita la stagione e i Lions terminarono con un record di 4-11. Dopo un record di 4-12 nel 1988, i Lions selezionarono nel draft il running back dalla Oklahoma State University Barry Sanders. La sua prima stagione vide un record di 7-9.

### Anni '90: l'era di Barry Sanders
Nella sua prima stagione da professionista, nel 1989, Barry Sanders non terminò primo nella classifica della NFL per yard corse per sole 10 yard quando decise di non rientrare in campo in una gara che i Lions avevano già vinto. Secondo Wayne Fontes, quando offrì a Sanders la possibilità di tornare in campo, Sanders preferì evitarlo, rispondendo "Coach, vinciamo (la partita) e andiamo a casa.". Sanders continuò a fornire della prestazioni eccellenti nel 1990, ma la squadra terminò solamente con un record di 6-10.

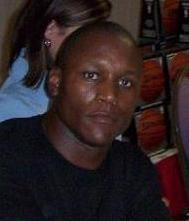
Barry Sanders giocò per tutta la carriera coi Lions ed è considerato uno dei migliori running back della storia.

Nel 1991, i Lions iniziarono la stagione venendo umiliati per 45–0 dai Washington Redskins in una gara trasmessa in diretta nazionale. La squadra però si riprese a vinse le successive 5 partite. La stagione terminò con un record di 12-4 vincendo per la prima volta la division in otto anni, con la vittoria sui quotati Buffalo Bills come punto più alto della stagione regolare. Ispirati nel finale di stagione dalla perdita della guardia Mike Utley, il quale aveva subito un infortunio che lo portò alla paralisi contro i Los Angeles Rams il 17 novembre 1991. Mentre Utley stava venendo trasportato fuori dal campo sollevò i pollici verso i suoi compagni di squadra e alla folla del Silverdome. Quel gesto fu il simbolo del resto della stagione dei Lions.
Nei playoff, i Lions batterono i Cowboys per 38-6 nella prima vittoria nella post-season della squadra dal 1957. Nel turno successivo però furono completamente sovrastati dai Redskins per 41-10 nella finale della NFC. Quella fu la prima volta che una squadra che aveva perso la prima gara stagionale senza segnare alcun punto raggiungeva la finale di conference. Due altre squadre hanno compiuto questa impresa: i Philadelphia Eagles e i New England Patriots nel 2003.
I Lions raggiunsero ancora i playoff nel 1993, 1994, 1995, 1997 e 1999, rendendo gli anni novanta uno dei decenni di maggior successo per la franchigia. Nel 1993, essi terminarono 10–6, vinsero il titolo della NFC Central ma persero nei playoff coi Green Bay Packers, cosa che accadde anche nell'annata successiva. Nel 1995 furono in sconfitti nel primo turno di playoff in trasferta contro i Philadelphia Eagles con un imbarazzante 58–37, dopo aver iniziato il quarto periodo in svantaggio per 51–7. Nel 1997, Detroit perse contro i Tampa Bay Buccaneers sempre nel primo turno. Dopo la stagione 1998, Sanders decise improvvisamente per ritirarsi quando era vicino al primato di tutti i tempi per yard corse in carriera e dopo essere stato convocato per il Pro Bowl in ognuno dei suoi dieci anni di carriera. Nel 1999, i Lions chiusero il decennio raggiungendo i playoff per la sesta volta in dieci anni, un record di franchigia. Ancora una volta furono eliminati nel primo turno dai Washington Redskins.

### 2000-2008: anni bui sotto l'amministrazione Millen
Dopo aver terminato la stagione 2000 con un record di 9–7 e aver mancato i playoff solo per un field goal nell'ultima gara della stagione, il proprietario dei Lions William Clay For Sr. assunse Matt Millen, un ex giocatore, come presidente e amministratore delegato.

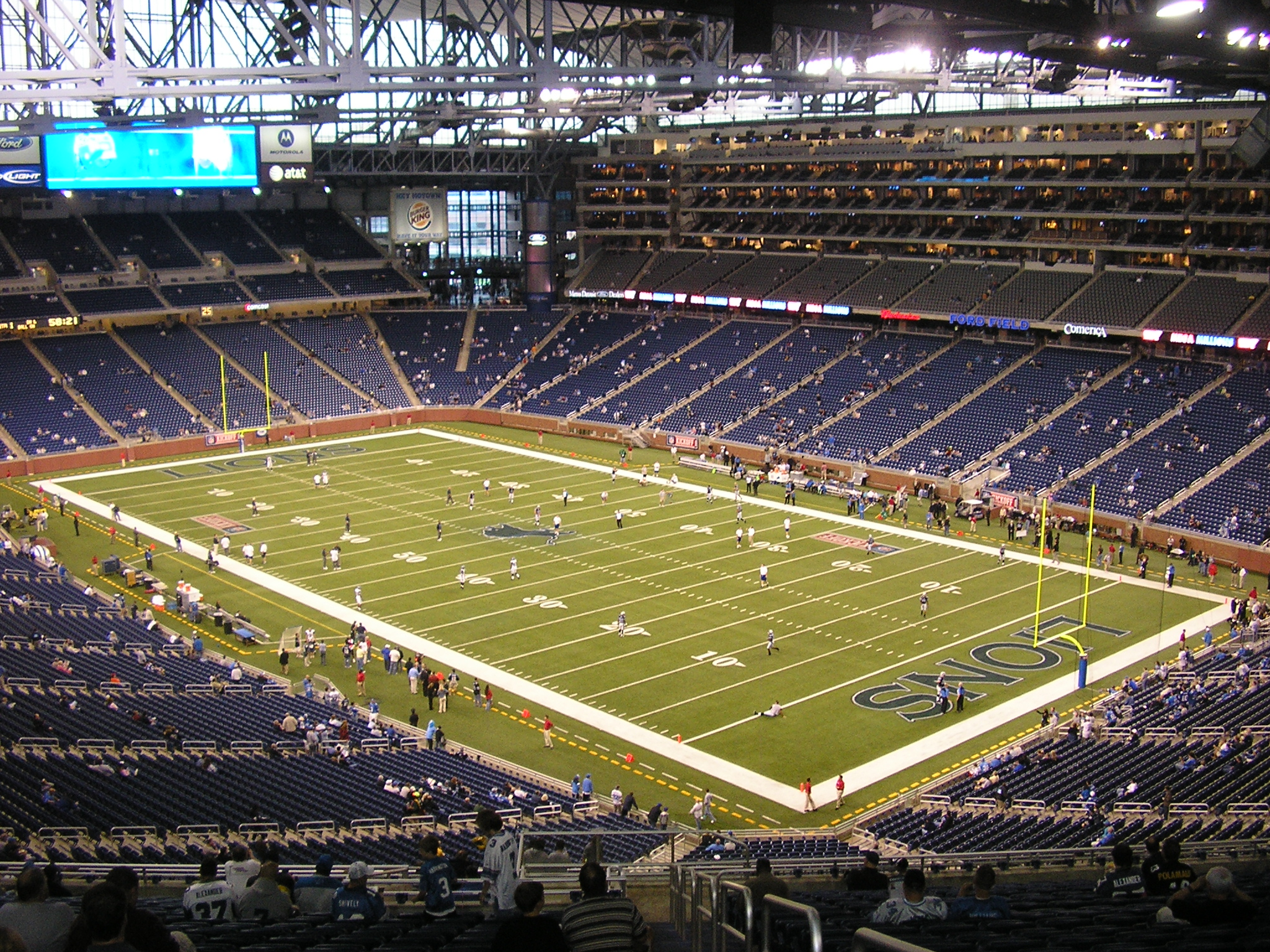
I Lions passarono al Ford Field nella stagione 2002.

I Lions trascorsero le intere annate 2001 (l'ultima al Silverdome), 2002 (la prima al Ford Field) e 2003 senza una sola vittoria in trasferta, diventando l'unica squadra della storia della NFL a non vincere una gara fuori dalle mura amiche per tre stagioni consecutive. La striscia, della durata di 24 gare (un altro record NFL) si interruppe il 12 settembre 2004, quando i Lions sconfissero i Bears 20–16 al Soldier Field di Chicago.
Nelle sette stagioni sotto la direzione di Millen come dirigente della squadra, i Detroit Lions ebbero la peggior percentuale di vittorie della lega (31–81, 27,7%), nessuna stagione con un record vincente, nessuna stagione più in alto del terzo posto della NFC North e non disputarono alcuna gara di playoff. Millen ricevette un'estensione contrattuale quinquennale all'inizio della stagione 2005.
Nel 2007, i Lions iniziarono la stagione con un promettente record di 6–2 record. L'ottimismo tuttavia ebbe vita breve, con la squadra che raggiunse una sola vittoria nelle successive otto partite, terminando con un record di 7-9.
L'inizio della stagione 2008 fu una continuazione della tendenza negativa dell'annata precedente, coi Lions che furono sconfitti nelle prime 4 gare. Il 24 settembre Millen fu licenziato. I Lions conclusero addirittura la stagione senza vittorie (0–16), caso unico nella storia della lega in una stagione a 16 partite, ottenendo la prima scelta assoluta nel Draft NFL 2009. Ironicamente, la stagione terminata 0-16 fu l'ultima della "Maledizione di Bobby Layne".
Il 29 dicembre, anche il capo-allenatore Rod Marinelli fu licenziato. Il suo ruolino coi Lions fu di 10–38 in tre stagioni. Il vicepresidente Tom Lewand sostituì Millen come presidente, mentre l'assistente del general manager Martin Mayhew fu promosso a general manager.

### 2009-presente: gli anni di Matthew Stafford e Calvin Johnson

#### 2009

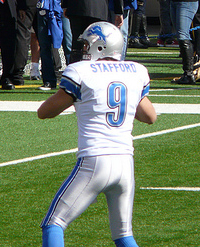
Matthew Stafford fu la prima scelta assoluta del Draft NFL 2008.

Il 15 gennaio 2009, i Lions assunsero Jim Schwartz come capo-allenatore. Schwartz aveva trascorso 10 stagioni coi Tennessee Titans, otto delle quali come coordinatore difensivo, contribuendo a portare la sua squadra a un record di 13–3 e al primo posto nella AFC South nel 2008. La franchigia assunse anche un nuovo coordinatore offensivo (Scott Linehan) e un nuovo coordinatore difensivo (Gunther Cunningham). Ad aprile adottò un nuovo logo, una versione più aggressiva di quello usato a partire dal 1970.
I Lions scelsero dalla University of Georgia il quarterback Matthew Stafford come primo assoluto nel draft 2009. Il suo contratto di sei anni fu del valore di 41,7 milioni di dollari garantiti (la massima cifra garantita a un giocatore nella storia della NFL, fino a che Sam Bradford ricevette 50 milioni di dollari garantiti dai St. Louis Rams un anno dopo) e un totale di 72 milioni.
Nelle prime due partite del 2009, i Lions persero contro i New Orleans Saints, futuri campioni, e i Vikings. Il 27 settembre 2009 la squadra concluse la sua striscia di 19 sconfitte con una vittoria per 19–14 al Ford Field contro i Washington Redskins. Dopo quella vittoria le sconfitte ricominciarono, inclusa l'unica vittoria dei Rams in quella stagione. L'unica altra vittoria dei Lions nel 2009 fu contro i Cleveland Browns per 38-37 con Matthew Stafford che lanciò il touchdown della vittoria mentre il tempo stava scadendo. I Lions successivamente ospitarono Green Bay nella loro annuale gara del Giorno del Ringraziamento perdendo per 34-12. La squadra perse poi le rimanenti 5 partite, incluso un umiliante 48-3 in trasferta contro i Baltimore Ravens, terminando la stagione con un record di 2-14.

#### 2010
Nel Draft NFL 2010, i Lions utilizzarono la seconda scelta assoluta per selezionare il defensive tackle Ndamukong Suh dalla Università del Nebraska.
Durante una gara di pre-stagione contro i Browns, Suh (che si era guadagnato al college la reputazione di giocatore aggressivo) prese il quarterback Jake Delhomme per la maschera trascinandolo a terra. Delhomme ne uscì illeso ma Suh fu multato di 7.500 dollari per l'incidente.
I Lions iniziarono la stagione 2010 a Chicago, dove nel 2007 avevano vinto la loro ultima gara in trasferta contro un avversario di division. I Bears rimasero in vantaggio per la maggior parte della gara, ma Detroit rimontò e perse solo perché sul 19-14 un passaggio da touchdown segnato dal wide receiver Calvin Johnson fu classificato come un passaggio incompleto da un arbitro con una decisione molto discussa. La settimana 2 vide un'altra sconfitta punto a punto contro gli Eagles, una squadra che Detroit non batteva dal 1986, e in trasferta dal 1977. Dopo quella gara volarono in Minnesota contro dei Vikings in difficoltà, ma ancora una volta gli fu negata la vittoria, a causa di una corsa da 80 yard in touchdown di Adrian Peterson. Dopo un'altra sconfitta coi Packers i Lions vinsero la prima gara della stagione battendo in casa i Rams 44-6. Dopo una sconfitta coi Giants, i Lions vinsero contro i Redskins dopodiché arrivarono 5 sconfitte consecutive. Nella settimana 14 con una vittoria su Green Bay i Lions vinsero la prima gara contro un avversario di division dal 2005. Con quella vittoria iniziò una striscia positiva e la squadra terminò con un record di 6-10. Anche se Matt Stafford giocò poco a causa degli infortuni, Drew Stanton e Shaun Hill giocarono bene al suo posto e il ricevitore Calvin Johnson giocò un ruolo chiave in ognuna delle sei vittorie della franchigia. Suh dal canto suo mantenne fede alle aspettative venendo premiato come rookie difensivo dell'anno.

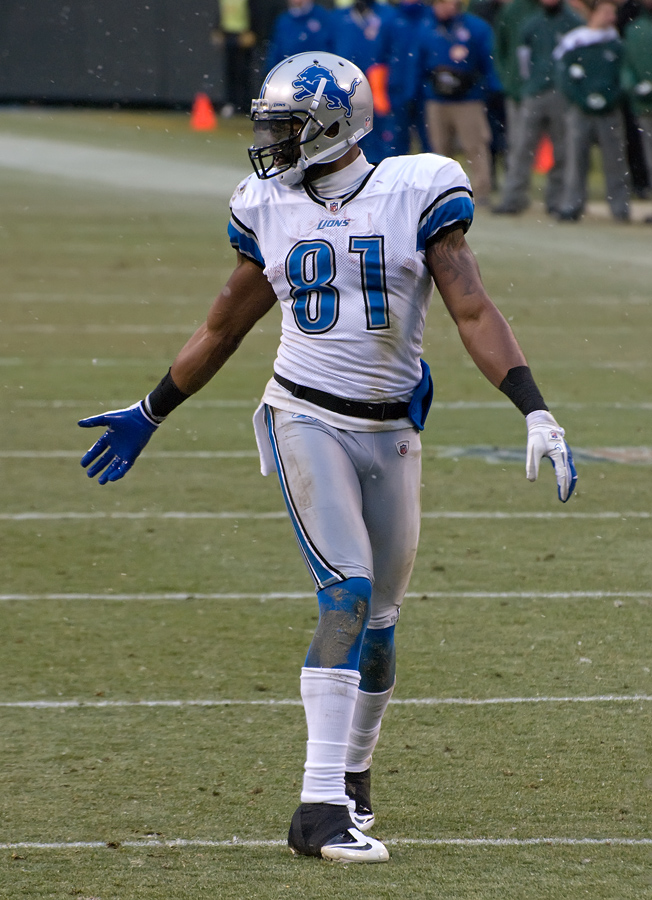
Calvin Johnson guidò la lega in yard ricevute nel 2011 e 2012.

#### 2011: ritorno ai playoff
Nella prima gara della stagione i Lions vinsero in trasferta contro i Buccaneers per 27-20. Nel debutto casalingo contro i Kansas City Chiefs la domenica successiva vinsero per 48-3 stabilendo un nuovo record di franchigia per punti segnati. Con la vittoria sui Vikings nella terza giornata Detroit partì per la prima volta con un record di 3-0 dal 1980. La striscia si allungò la settimana successiva vincendo in rimonta contro i Cowboys e rimanendo l'unica squadra imbattuta della lega assieme ai Packers. Superando i Bears nella settimana 5 la squadra partì con 5 vittorie consecutive per la prima volta dal 1956.
La prima sconfitta stagionale giunse nella settimana 6 contro i 49ers in una gara ricordata per un alterco tra Schwartz e l'allenatore avversario Jim Harbaugh. Nelle due gare seguenti vi furono una vittoria sui Broncos di Tim Tebow e una sconfitta coi Bears.
Nel Giorno del Ringraziamento i Lions persero contro i Packers campioni in carica e ancora imbattuti. Ndamukong Suh fu espulso dopo aver calpestato un braccio di Evan Dietrich-Smith, confermando la sua fama di giocatore sporco. Il giocatore fu sospeso per tre partite mentre i Lions volarono a New Orleans contro i Saints, da cui furono sconfitti. Dopo un'agevole vittoria coi Vikings in casa, la squadra con i playoff in vista si recò in trasferta dagli Oakland Raiders nella settimana 15. Alla fine di una gara equilibrata, Matt Stafford lanciò il touchdown del pareggio a Calvin Johnson. Poco dopo, Suh bloccò loro il field goal della vittoria, che alla fine arrise ai Lions. Con la vittoria sui San Diego Chargers nella settimana 16, i Lions si qualificarono per i loro primi playoff negli ultimi dodici anni. Nel turno delle wild card, la squadra fu sconfitta in trasferta dai Saints.
A fine anno, Stafford divenne il quarto giocatore della storia della lega a passare più di 5 000 yard in una stagione mentre Johnson guidò la NFL con oltre 1 600 yard ricevute, oltre a segnare 16 touchdown su ricezione.

## Loghi e uniformi
Divise
- Divisa per le partite in casa: maglia azzurra (azzurro Honolulu) a bordi nero-argento; pantaloncini argento a bordi azzurri.
- Divisa per le partite fuori casa: maglia bianca a bordi nero-azzurri; pantaloncini bianchi a bordi nero-azzurri.
- Divisa alternativa: maglia nera a bordi azzurro-argento; pantaloncini bianchi a bordi azzurro-argento.

Casco
Il casco è argento con una banda longitudinale bianca bordata di azzurro. Lo stemma rappresenta un leone stilizzato di colore azzurro, bordato di nero. In occasioni particolari, i giocatori indossano un casco stile vintage, completamente argento.

## Giocatori importanti

### Membri della Pro Football Hall of Fame
All'annata 2013, 17 giocatori dei Detroit Lions sono stati inseriti nella Pro Football Hall of Fame:
| Hall of Famer dei Detroit Lions |                         |       |      |
| N°                              | Giocatore               | Ruolo | Anno |
| 7                               | Earl "Dutch" Clark      | QB    | 1963 |
| 35                              | Bill Dudley             | HB    | 1966 |
| 22                              | Bobby Layne             | QB    | 1967 |
| 50                              | Alex Wojciechowicz      | C/LB  | 1968 |
| 14                              | Jack Christiansen       | DB    | 1970 |
| 56                              | Joe Schmidt             | LB    | 1973 |
| 81                              | Dick "Night Train" Lane | CB    | 1974 |
| 28                              | Yale Lary               | DB/P  | 1979 |
| 72                              | Frank Gatski            | C     | 1985 |
| 37                              | Doak Walker             | HB    | 1986 |
| 35                              | John Henry Johnson      | FB    | 1987 |
| 20                              | Lem Barney              | DB    | 1992 |
| 76                              | Lou Creekmur            | G/T   | 1996 |
| 20                              | Barry Sanders           | RB    | 2004 |
| 88                              | Charlie Sanders         | TE    | 2007 |
| 44                              | Dick LeBeau             | DB    | 2010 |
| 78                              | Curley Culp             | DT    | 2013 |

### Numeri ritirati
| Numeri ritirati dai Detroit Lions |               |          |         |
| N°                                | Giocatore     | Ruolo    | Anni    |
| 7                                 | Dutch Clark   | QB       | 1934-38 |
| 20                                | Barry Sanders | RB       | 1989-98 |
| 22                                | Bobby Layne   | QB, K    | 1950-58 |
| 37                                | Doak Walker   | HB, K, P | 1950-55 |
| 56                                | Joe Schmidt   | LB       | 1953-65 |
| 85                                | Chuck Hughes  | WR       | 1970-71 |

### Premi individuali
| MVP della NFL |                |       |
| Anno          | Giocatore      | Ruolo |
| 1944          | Frank Sinkwich | HB    |
| 1997          | Barry Sanders  | RB    |

| Rookie offensivo dell'anno |                 |       |
| Anno                       | Giocatore       | Ruolo |
| 1967                       | Mel Farr        | RB    |
| 1968                       | Earl McCullouch | WR    |
| 1980                       | Billy Sims      | RB    |
| 1989                       | Barry Sanders   | RB    |

| Giocatore offensivo dell'anno |               |       |
| Anno                          | Giocatore     | Ruolo |
| 1994                          | Barry Sanders | RB    |
| 1997                          | Barry Sanders | RB    |

| Rookie difensivo dell'anno |               |       |
| Anno                       | Giocatore     | Ruolo |
| 1967                       | Lem Barney    | CB    |
| 1978                       | Al Baker      | DE    |
| 2010                       | Ndamukong Suh | DT    |

| Comeback Player of the Year |                  |       |
| Anno                        | Giocatore        | Ruolo |
| 1976                        | Greg Landry      | QB    |
| 2011                        | Matthew Stafford | QB    |

| MVP del Pro Bowl |                  |       |
| Anno             | Giocatore        | Ruolo |
| 1952             | Don Doll         | DB    |
| 1964             | Terry Barr       | WR    |
| 1980             | Eddie Murray     | K     |
| 2014             | Matthew Stafford | QB    |

### Record di franchigia
Carriera
| Record in carriera |                  |        |
| Categoria          | Giocatore        | Numero |
| Yard passate       | Matthew Stafford | 41.025 |
| TD passati         | Matthew Stafford | 256    |
| Yard ricevute      | Calvin Johnson   | 11.619 |
| TD su ric.         | Calvin Johnson   | 83     |
| Yard corse         | Barry Sanders    | 15.269 |
| TD su corsa        | Barry Sanders    | 99     |

Stagionali
| Record stagionali |                  |        |      |
| Categoria         | Giocatore        | Numero | Anno |
| Yard passate      | Matthew Stafford | 5.038  | 2011 |
| TD passati        | Matthew Stafford | 41     | 2011 |
| Yard ricevute     | Calvin Johnson   | 1.964  | 2012 |
| TD su ric.        | Calvin Johnson   | 16     | 2011 |
| Yard corse        | Barry Sanders    | 2.053  | 1997 |
| TD su corsa       | Jamaal Williams  | 17     | 2022 |

## La squadra
| Roster dei Detroit Lions |
| --- |
| Quarterback - 16 Jared Goff - 2 Hendon Hooker Running Back - 26 Jahmyr Gibbs - 5 David Montgomery - 13 Craig Reynolds - 33 Sione Vaki Wide Receiver - 11 Kalif Raymond - 14 Amon-Ra St. Brown - 83 Isaiah Williams - 9 Jameson Williams Tight End - 43 Parker Hesse - 87 Sam LaPorta - 89 Brock Wright Offensive Linemen - 74 Kayode Awosika G - 68 Taylor Decker T - 60 Graham Glasgow G - 59 Giovanni Manu T - 62 Michael Niese G - 77 Frank Ragnow C - 58 Penei Sewell T - 70 Dan Skipper T - 75 Colby Sorsdal T - 71 Kevin Zeitler G Defensive Linemen - 92 Marcus Davenport DE - 97 Aidan Hutchinson DE - 54 Alim McNeill DT - 91 Levi Onwuzurike DT - 93 Josh Paschal DE - 98 D.J. Reader DT - 94 Mekhi Wingo DT - 99 Za'Darius Smith DE Linebacker - 34 Alex Anzalone ILB - 55 Derrick Barnes ILB - 46 Jack Campbell ILB - 41 James Houston OLB - 51 Ben Niemann ILB - 53 Trevor Nowaske ILB - 42 Jalen Reeves-Maybin ILB - 44 Malcolm Rodriguez ILB Defensive Back - 0 Terrion Arnold CB - 32 Brian Branch CB - 23 Carlton Davis CB - 30 Khalil Dorsey CB - 12 Brandon Joseph FS - 31 Kerby Joseph SS - 6 Ifeatu Melifonwu FS - 15 Ennis Rakestraw Jr. CB - 21 Amik Robertson CB - 24 Loren Strickland SS - 29 Kindle Vildor CB Special Team - 39 Jake Bates K - 3 Jack Fox P - 49 Hogan Hatten LS Lista delle riserve - 61 David Bada DT (Waived/injured) - -- Michael Badgley K (IR) - 79 John Cominsky DE (IR) - 76 Connor Galvin T (IR) - 18 Antoine Green WR (IR) - 57 Nate Lynn OLB (IR) - 73 Christian Mahogany G (NF-Inj.) - 99 Brodric Martin DT (IR) - 4 Emmanuel Moseley CB (IR) - 52 Netane Muti G (IR) - 10 Tre'Quan Smith WR (IR) Squadra di allenamento - 50 Mitchell Agude OLB - 65 Kingsley Eguakun C - 18 Jake Fromm QB - 25 Erick Hallett SS - 28 Jermar Jefferson RB - 72 Jamarco Jones T - 85 Tom Kennedy WR - 82 James Mitchell TE - 95 Pat O'Connor DE - 17 Tim Patrick WR - 96 Kyle Peko DT - 19 Donovan Peoples-Jones WR - 8 Allen Robinson WR - 90 Chris Smith DT - 45 Isaac Ukwu DE - 84 Shane Zylstra TE Roster aggiornato al 6 settembre 2024 52 attivi, 11 inattivi, 16 nella squadra di allenamento |
| Legenda - I rookie sono in corsivo. - Il primo ruolo è il principale mentre gli eventuali successivi indicano i ruoli secondari. - (IR) sta per Injured Reserve ed indica la lista ristretta per un solo giocatore infortunato che può tornare ad allenarsi dopo la settimana 6 e a rientrare in prima squadra dopo che questa ha giocato 8 partite. - (NF-Inj.) / (NF-Ill.) stanno rispettivamente per Non-Football Injured e Non-Football Illness ed indicano le liste dove viene inserito un giocatore che ha un infortunio o una malattia non dipendente dal football americano. - (PUP) sta per Physically Unable to Perform ed indica la lista dove viene inserito un giocatore mentre è in attesa di recuperare la condizione fisica. Nella stagione regolare dopo la sesta partita giocata dalla propria squadra, il giocatore ha tempo tre settimane per riprendere ad allenarsi, più tre settimane aggiuntive dal suo rientro agli allenamenti per rientrare in prima squadra. |

## Staff

### Allenatori
| Legenda | Legenda                                                      |
| ------- | ------------------------------------------------------------ |
| PA      | Partite allenate                                             |
| V       | Vittorie                                                     |
| S       | Sconfitte                                                    |
| P       | Pareggio                                                     |
| V%      | Percentuale di vittorie                                      |
|         | Ha trascorso l'intera sua carriera da allenatore con i Lions |
|         | Eletto nella Pro Football Hall of Fame                       |

Note: Statistiche aggiornate a fine stagione 2024.
| Num.          | Nome                 | Stagione/i    | PA                | V                 | S                 | P                 | V%                | PA      | V       | S       | Successi                                                                                                  | Note                 |
| Num.          | Nome                 | Stagione/i    | Stagione regolare | Stagione regolare | Stagione regolare | Stagione regolare | Stagione regolare | Playoff | Playoff | Playoff | Successi                                                                                                  | Note                 |
| ------------- | -------------------- | ------------- | ----------------- | ----------------- | ----------------- | ----------------- | ----------------- | ------- | ------- | ------- | --- | -------------------- |
| Detroit Lions |                      |               |                   |                   |                   |                   |                   |         |         |         | |                      |
| 1             | Hal Griffen          | 1930          | 14                | 5                 | 6                 | 3                 | .464              | –       | –       | –       | |                      |
| 2             | George "Potsy" Clark | 1931–1936     | 74                | 48                | 20                | 6                 | .689              | 1       | 1       | 0       | | [ 12 ]               |
| 3             | Earl "Dutch" Clark   | 1937–1938     | 22                | 14                | 8                 | 0                 | .636              | –       | –       | –       | |                      |
| 4             | Gus Henderson        | 1939          | 11                | 6                 | 5                 | 0                 | .545              | –       | –       | –       | |                      |
| –             | George "Potsy" Clark | 1940          | 11                | 5                 | 5                 | 1                 | .500              | –       | –       | –       | |                      |
| 5             | Bill Edwards         | 1941–1942     | 14                | 4                 | 9                 | 1                 | .321              | –       | –       | –       | |                      |
| 6             | John Karcis          | 1942          | 8                 | 0                 | 8                 | 0                 | .000              | –       | –       | –       | |                      |
| 7             | Gus Dorais           | 1943–1947     | 53                | 20                | 31                | 2                 | .396              | –       | –       | –       | |                      |
| 8             | Bo McMillin          | 1948–1950     | 36                | 12                | 24                | 0                 | .333              | –       | –       | –       | |                      |
| 9             | Buddy Parker         | 1951–1956     | 72                | 47                | 23                | 2                 | .667              | 4       | 3       | 1       | UPI NFL Coach of the Year (1956)                                                                          | [ 13 ]               |
| 10            | George Wilson        | 1957–1964     | 104               | 53                | 45                | 6                 | .538              | 2       | 2       | 0       | AP Coach of the Year (1957)                                                                               | [ 14 ]               |
| 11            | Harry Gilmer         | 1965–1966     | 28                | 10                | 16                | 2                 | .393              | –       | –       | –       | |                      |
| 12            | Joe Schmidt          | 1967–1972     | 84                | 43                | 34                | 7                 | .554              | 1       | 0       | 1       | |                      |
| 13            | Don McCafferty       | 1973          | 14                | 6                 | 7                 | 1                 | .464              | –       | –       | –       | |                      |
| 14            | Rick Forzano         | 1974–1976     | 32                | 15                | 17                | 0                 | .469              | –       | –       | –       | |                      |
| 15            | Tommy Hudspeth       | 1976–1977     | 24                | 11                | 13                | 0                 | .458              | –       | –       | –       | |                      |
| 16            | Monte Clark          | 1978–1984     | 105               | 43                | 61                | 1                 | .414              | 2       | 0       | 2       | |                      |
| 17            | Darryl Rogers        | 1985–1988     | 58                | 18                | 40                | 0                 | .310              | –       | –       | –       | |                      |
| 18            | Wayne Fontes         | 1988–1996     | 133               | 66                | 67                | 0                 | .496              | 5       | 1       | 4       | AP Coach of the Year (1991) Pro Football Weekly Coach of the Year (1991) UPI NFC Coach of the Year (1991) | [ 15 ] [ 16 ] [ 17 ] |
| 19            | Bobby Ross           | 1997–2000     | 57                | 27                | 30                | 0                 | .474              | 2       | 0       | 2       | |                      |
| 20            | Gary Moeller         | 2000          | 7                 | 4                 | 3                 | 0                 | .571              | –       | –       | –       | |                      |
| 21            | Marty Mornhinweg     | 2001–2002     | 32                | 5                 | 27                | 0                 | .156              | –       | –       | –       | |                      |
| 22            | Steve Mariucci       | 2003–2005     | 43                | 15                | 28                | 0                 | .349              | –       | –       | –       | |                      |
| 23            | Dick Jauron          | 2005          | 5                 | 1                 | 4                 | 0                 | .200              | –       | –       | –       | |                      |
| 24            | Rod Marinelli        | 2006–2008     | 48                | 10                | 38                | 0                 | .208              | –       | –       | –       | |                      |
| 25            | Jim Schwartz         | 2009–2013     | 80                | 29                | 51                | 0                 | .363              | 1       | 0       | 1       | |                      |
| 26            | Jim Caldwell         | 2014–2017     | 64                | 36                | 28                | 0                 | .563              | 2       | 0       | 2       | |                      |
| 27            | Matt Patricia        | 2018–2020     | 42                | 13                | 28                | 1                 | .321              | –       | –       | –       | |                      |
| 28            | Darrell Bevell       | 2020          | 5                 | 1                 | 4                 | 0                 | .200              | –       | –       | –       | |                      |
| 29            | Robert Prince        | 2020          | 1                 | 0                 | 1                 | 0                 | .000              | –       | –       | –       | |                      |
| 30            | Dan Campbell         | 2021–presente | 68                | 39                | 28                | 1                 | .581              | 4       | 2       | 2       | |                      |

### Staff attuale
| Staff dei Detroit Lions |
| --- |
| Organi dirigenziali - Proprietaria – Sheila Ford Hamp - Vice chairpeople – William Clay Ford Jr., Martha Ford Morse e Elizabeth Ford Kontulis - President/amministratore delegato – Rod Wood - Vice presidente esecutivo & general manager – Brad Holmes - Chief operating officer – Mike Disner - Assistente speciale/chairperson – Chris Spielman - Assistente general manager – Ray Agnew - Direttore degli osservatori – Dwayne Joseph - Direttore degli osservatori del college – Brian Hudspeth - Direttore dell'avanzamento degli osservatori – Mike Martin - Direttore degli osservatori dei professionisti – Rob Lohman - Dirigente del personale senior – John Dorsey Capo allenatore - Capo-allenatore – Dan Campbell - Assistente capo-allenatore/wide receiver – Scottie Montgomery Altri allenatori - Direttore delle prestazioni sportive – Mike Clark - Direttore della scienza sportiva – Jill Costanza - Preparatore atletico – Josh Schuler - Assistente p.a. – Corey Smith Allenatori dell'attacco - Coordinatore offensivo – John Morton - Coordinatore gioco sui passaggi – David Shaw - Quarterback – Mark Brunell - Running back – Tashard Choice - Tight end – Tyler Roehl - Assistente tight end – Seth Ryan - Coordinatore gioco sulle corse/offensive line – Hank Fraley - Assistente offensive line – Steve Oliver - Assistente attacco – Bruce Gradkowski - Assistente attacco – Marques Tuiasosopo - Controllo qualità attacco – Justin Mesa Allenatori della difesa - Coordinatore difensivo – Kelvin Sheppard - Coordinatore gioco sulle corse/defensive line – Kacy Rodgers - Linebacker – Shaun Dion Hamilton - Coordinatore gioco sui passaggi/defensive back – Deshea Townsend - Assistente difesa senior/outside linebacker – David Corrao - Assistente difesa – Caleb Collins - Assistente difesa – August Mangin - Assistente difesa/safety – Jim O'Neil - Controllo qualità difesa – Dré Thompson Allenatori dello special team - Coordinatore degli special team – Dave Fipp - Assistente special team – Jett Modkins |